# Herbstschlacht in der Champagne
Die Herbstschlacht in der Champagne fand zwischen dem 25. September und dem 6. November 1915 statt und war ein weiterer Versuch der Entente einer frontalen Durchbruchsschlacht im Ersten Weltkrieg. Die französische Heeresleitung wollte mit einem gegenüber der vorangegangenen Winterschlacht in der Champagne (16. Februar bis 18. März 1915) nochmals gesteigerten Trommelfeuer den entscheidenden Durchbruch erzwingen. Diesmal führte auch die Heeresgruppe Nord im Raum Arras und La Bassee zeitgleich einen ebenso starken Angriff durch, um die dortigen deutschen Reserven zu binden. Zu Beginn des Angriffes in der Champagne standen 27 französischen Divisionen mit 450.000 Mann nur 7 deutsche mit etwa 160.000 Mann gegenüber, die aber bis Monatsende durch Reserven auf 12 Divisionen mit 220.000 Soldaten verstärkt werden konnten. Die deutsche Oberste Heeresleitung unter General Erich von Falkenhayn konnte die bedrohte Front durch im Oktober herangeführte Reserven von der Ostfront ausreichend verstärken und so den alliierten Durchbruch verhindern.

## Vorgeschichte

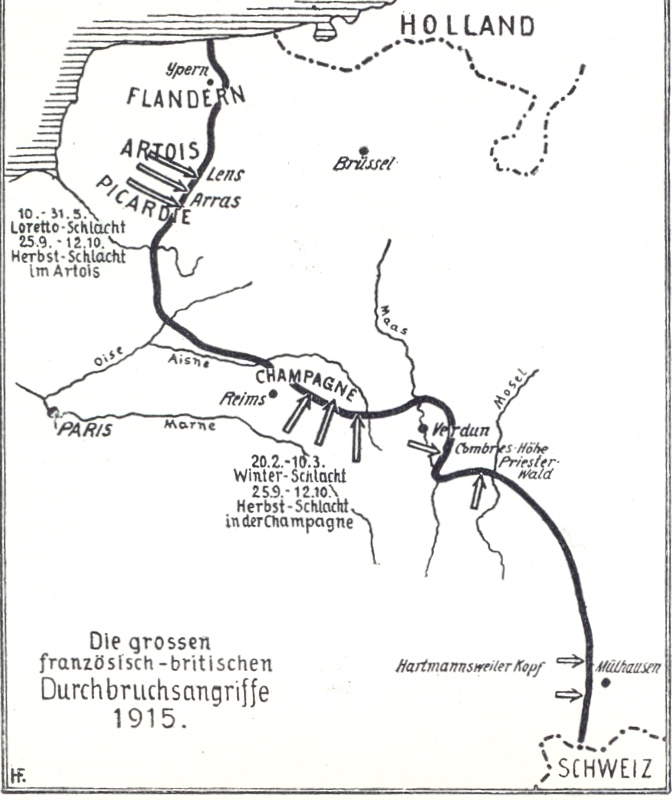
Karte der alliierten Durchbruchsangriffe im Westen 1915

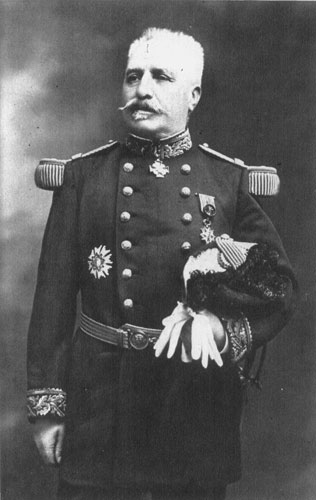
Édouard de Castelnau

Nachdem die verbündete russische Armee am südlichen Abschnitt der Ostfront zusammengebrochen und der dortige Kampf noch nicht entschieden war, sah sich die alliierte Führung im Westen auf Drängen des englischen Kriegsministers Herbert Kitchener, 1. Earl Kitchener, gezwungen, erneut offensiv zu werden. Nach einer weiteren Kriegskonferenz der Entente in Chantilly am 7. Juli 1915 einigten sich die alliierten Oberbefehlshaber Marschall Joseph Joffre und Sir John French darauf, ihre nächste Offensive an der Westfront zeitgleich an zwei verschiedenen Abschnitten, in der Champagne und im Raum Lens, die 150 km voneinander entfernt lagen, anzusetzen. Der deutschen Heeresleitung sollte damit die Möglichkeit entzogen werden, ihre Reserven effizient an den Durchbruchstellen heranzuführen und dadurch bedrohte Frontabschnitte zu stabilisieren. Im Herbst 1915 standen den Alliierten an der Westfront durch enorme Verstärkungen aus den Kolonien insgesamt 150 Divisionen mit 2,8 Millionen Mann zur Verfügung. Auf der Gegenseite hatte der Chef der deutschen Heeresleitung, Erich von Falkenhayn, seine Kräfte auf das Minimum von 100 Divisionen mit 1,9 Millionen Mann reduziert, gerade genug, um den Alliierten im Westen defensiv standhalten zu können. Zu diesem gefährlichen Schritt sah sich Falkenhayn berechtigt, weil die im Mai 1915 begonnene Offensive an der Ostfront in der Durchbruchschlacht zwischen Gorlice–Tarnow noch zu keiner Entscheidung geführt hatte. Zudem waren Mitte September die verbündeten österreichisch-ungarischen Truppen durch eine russische Gegenoffensive in der Schlacht bei Tarnopol gestoppt worden und benötigten erneut deutsche Truppenhilfe. Falkenhayn neigte jedoch auch generell zu einer Unterschätzung des französischen Gegners. Am 24. September während das Trommelfeuer der gegnerischen Armeen bereits wütete, schrieb er dem Oberbefehlshaber der 3. Armee Karl von Einem, „die Franzosen hätten keinen Schneid“, weshalb ihr Angriff auch nicht zu fürchten sei. Noch am folgenden Tag, nur zwei Stunden vor dem Beginn der Offensive, ließ er den Kaiser wissen „bei der 6. und namentlich bei der 3. Armee sehe man viel zu schwarz, die Franzosen seien am Ende ihrer Kräfte und nicht mehr imstande, anzugreifen.“
Marschall Joffre begann am 22. September gegen 7 Uhr seinen wuchtigen Artilleriebeschuss mit 1650 Geschützen, der sich mit seinen weittragenden Geschützen besonders gegen die Eisenbahnlinie Challerange-Bazancourt richtete. Im Hinterland der französischen 4. Armee waren 128 Infanteriebataillone bereitgestellt geworden, welche planmäßig nach dem ersten Durchbruch die vorne eingesetzte Infanterie immer wieder ablösen sollte. Sieben bereitgestellte Kavalleriedivisionen sollten sofort nachrücken, wenn sich erste Erfolge abzeichnen würden. Am 24. September hörte das Feuer auf, jetzt gingen Erkundungsabteilungen auf der ganzen Front vor, um sich von der Wirkung des Feuers zu überzeugen. General Noël de Castelnau, der Oberkommandierende der mittleren Heeresgruppe, hatte die Angriffsvorschrift Joffres dahin abgeändert, dass die Divisionen der angesetzten 4. und 2. Armee jeweils drei Regimenter nebeneinander einzusetzen haben, was zu fürchterlichen Verlusten führen sollte. Unter den eingesetzten zehn Angriffskorps befanden sich links bei der 4. Armee in vorderer Linie das XII. und IV. Korps, im Zentrum das XXXII. Korps und das 2. Kolonial-Korps, am rechten Flügel bei der 2. Armee folgten das XIV., XI., XX. Korps sowie das 1. Kolonial-Korps. Dahinter standen im zweiten Treffen das VI. und XVI. Korps als Reserve bereit, zudem waren noch das 2. und 3. Kavalleriekorps verfügbar.
Auf deutscher Seite stand am rechten Flügel des Kampffeldes das XII. (Königlich Sächsisches) Reserve-Korps (General der Artillerie Hans von Kirchbach), die Grenze zwischen der 23. und 24. Reserve-Division lag entlang des Laufs der Suippes; das darin vorspringende große Dorf Aubérive gehörte noch zum Abschnitt der 24. Reserve-Division. Im Abschnitt nördlich Souain bis Perthes nach Osten folgte die 50. Infanterie-Division (Generalleutnant von Engelbrechten) bis zum Abschnitt Tahure, dahinter im 2. Treffen die 16. Reserve-Division (Generalmajor Kurt von Ditfurth). Das VIII. Reserve-Korps lag mit der 15. Reserve-Division (Generalleutnant von Liebert) bei Ripont und Massiges. Bei Cernay-Servon folgte anschließend die 21. Reserve-Division, welche gleichzeitig den rechten Flügel des XVIII. Reserve-Korps (General der Infanterie Kuno Arndt von Steuben) bildete.

## Schlachtverlauf

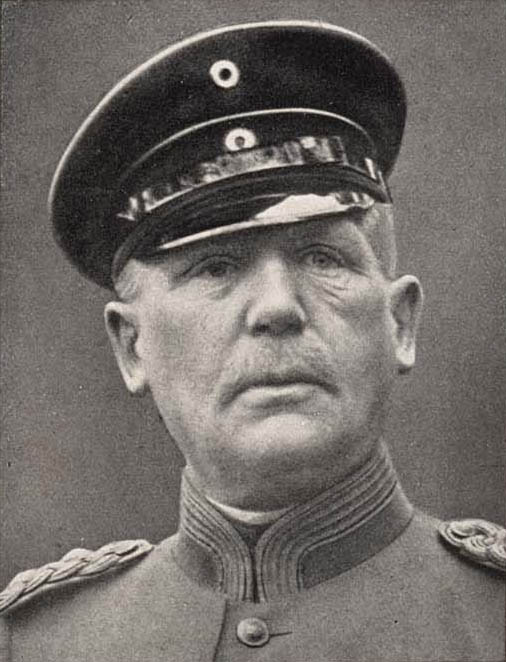
Karl von Einem

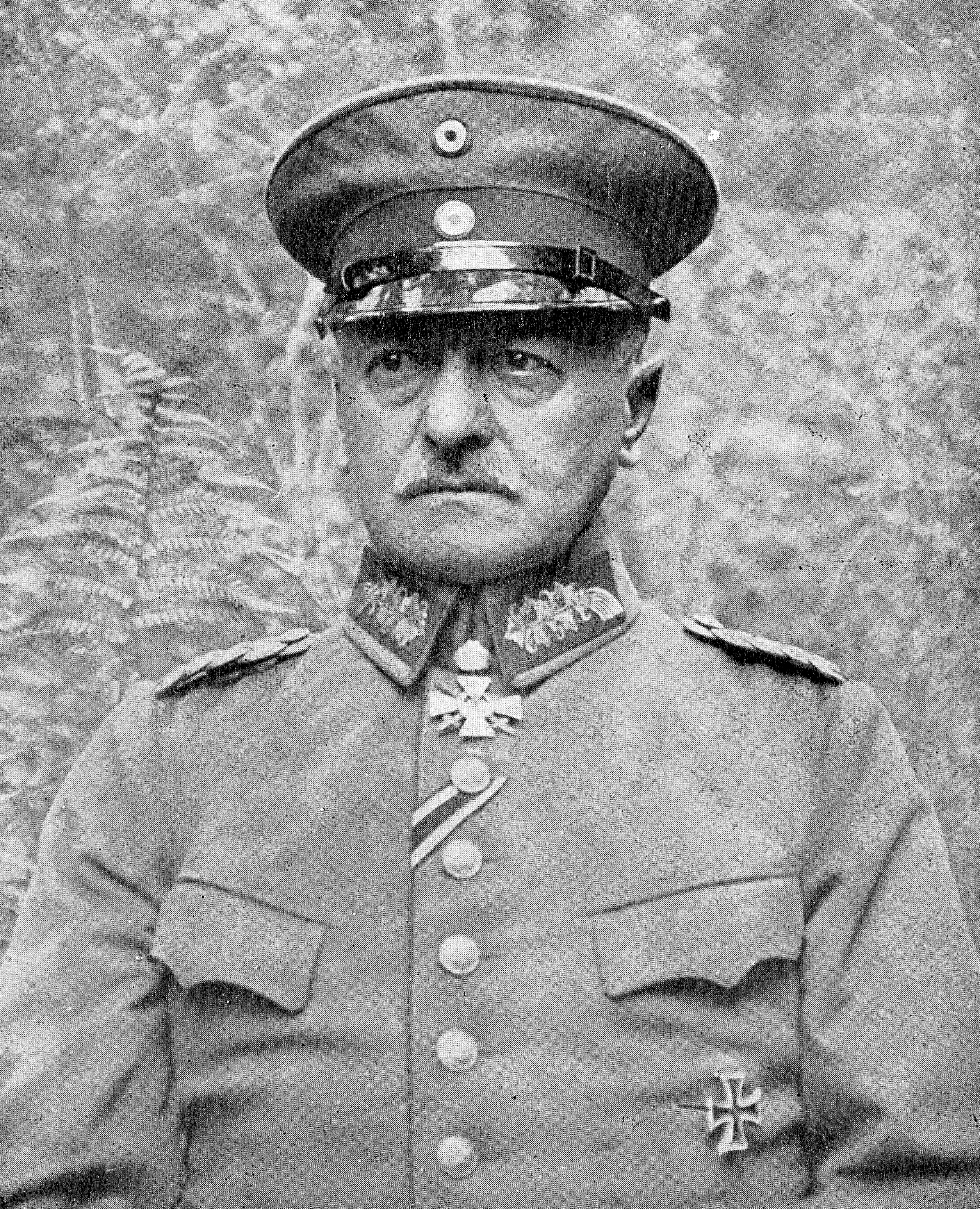
General von Engelbrechten, Kommandeur der 50. Infanterie-Division im Abschnitt nördlich Perthes

Nach Abflauen des dreitägigem Beschusses aus der Artilleriestellung an der Suippes-Linie begann am Morgen des 25. September um 9:15 Uhr der französische Infanterieangriff im Abschnitt der 4. Armee des General Langle de Cary auf einer Angriffsfront von 32 Kilometer zwischen Aubérive–Souain–Perthes–Le Mesnil bis Ville-sur-Tourbe. Zum Angriff in erster Linie waren 19 Divisionen bestimmt, dahinter lagen weitere acht Divisionen als Reserve in zweiter Linie. Gegenüber lagen die Stellungen der deutschen 3. Armee unter Generaloberst Karl von Einem, welche im angegriffenen Abschnitt nur über 7 Divisionen verfügte. Reserven waren, als der Angriff bevorstand, außer einer Kavalleriedivision bei Rethel nicht vorhanden. Vom ersten Angriff wurden das Zentrum der 3. Armee zwischen Auberive bis Tahure mit dem VIII. Reserve-Korps (Generalleutnant Paul Fleck) sowie das XVIII. Reserve-Korps, als rechter Flügel der 5. Armee erfasst. Einems rechter Flügel – das XIV. Armee-Korps, welches die deutsche Front nach Westen hin bis ins nordöstliche Vorfeld von Reims verlängerte, wurde vom französischen Angriff nicht erfasst. Der tief gestaffelte französische Vorstoß der Angriffsdivisionen führte zwischen Auberive-Le Mesnil schnell zu einer 17,5 km breiten und bis zu drei Kilometern tiefen Fronteinbuchtung; der durch das XXXII. Korps unter General Berthelot mit Hauptkräften auf Somme–Py geführte Stoß brachte am ersten Tag 7000 Gefangene und 24 Feldgeschütze ein. Nach dem Verlust der Höhen von Tahure gerieten auch die zweite Stellung der deutschen 50. Infanterie-Division (Generalleutnant von Engelbrechten) in Gefahr. Das Zurücknehmen der östlich bei Ripont anschließenden 16. Reserve-Division (General Ditfurth) und das Vorziehen der Reserven an diesen Abschnitt konnte ein Einreißen der Front gerade noch verhindern. Gleichzeitig rang die deutsche 15. Reserve-Division vergeblich um den Erhalt der Höhenstellungen bei Massiges („La Main de Massiges“), die gesamte Cernay-Stellung drohte einzustürzen. Schwere Kämpfe gab es um die Höhe 199 nördlich Massiges, dem Mont Têtu, den die Deutschen "Kanonenberg" nannten; die Kämpfe wogten hin und her, doch gelang es hier den deutschen Truppen sich zu behaupten. Generalleutnant Fleck erwog, mit seinem VIII. Reserve-Korps hinter die Dormaise zurückweichen, hielt dann aber doch an der Linie Rouvroy-Cernay-en Dormais den Angriffen stand. Vor der noch unzerstörten zweiten Verteidigungslinie kam der Infanterievorstoß der Franzosen bis zum Abend langsam zum Erliegen. Am anderen westlichen Teil der Schlacht konnte das XII. Reserve-Korps mit ihrer 24. Reserve-Division die Angriffe auf Auberive stoppen und nach dem Eingreifen der 5. Division (Generalleutnant Georg Wichura) aus der Reserve an der Front bei Somme-Py wiederherstellen. Die vorgezogene 16. Reserve-Division rang um die Höhe 196 bei Le Mesnil. An manchen Stellen schlug sogar französisches Artilleriefeuer in die eigenen, dicht zusammengedrängten Reihen. Vom Mittag an setzte leichtes Regenwetter ein, das sich, begleitet von schneidendem Wind, in den nächsten Tagen verstärkte. Erst am Nachmittag befahl die Oberste Heeresleitung das Heranziehen weiterer Verstärkungen; der 56. Division von Saarburg, der 192. Infanterie-Brigade aus dem Bereich der 7. Armee und der 20. Division aus Flandern. Am Abend des ersten Schlachttages hatten die Franzosen den Durchbruch nicht erreichen können, sie standen jetzt von links nach rechts an der Linie südlich Epine-Vedegrange über die Straße St. Hilaire-St. Souplet-Höhe von Navarin Ferme-südlich Somme-Py-Südhang der Arbre-Höhe, – Südrand der Butte de Tahure-Höhe 192-Gelände nördlich Ripont, dann scharf nach Südosten auf Ville sur Tourbe – im rechten Abschnitt mit Höhe 199 nördlich Massiges endend. Nach Bemont Ferme vorrückend, erhielt die zuerst aus der Reserve eintreffende 5. Division Befehl, über die Straße Somme Py-Tahure vorgehend schnell der bedrängten 50. Division und 15. Reserve-Division Entlastung zu bringen.

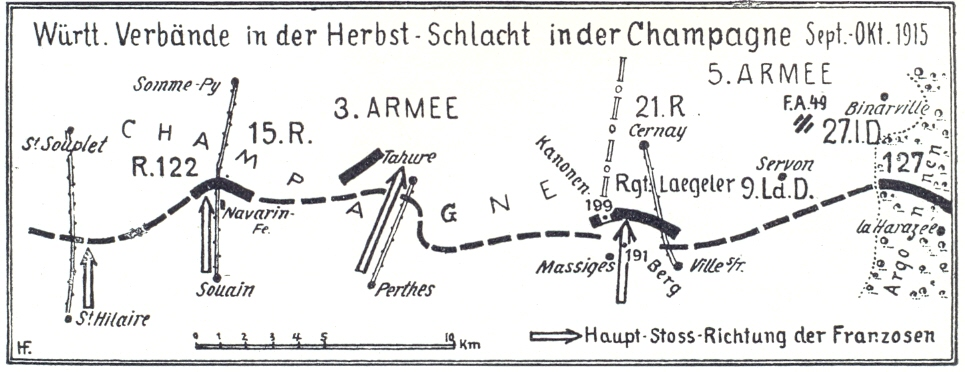
Die Herbstschlacht in der Champagne

Am 26. September vormittags erwog Generaloberst Einem bereits seine schwer bedrängte Armee durch Rücknahme seiner Front dem feindlichen Druck nachzugeben. Die Heeresleitung garantierte Einem aber das rechtzeitige Eintreffen des aus der Ostfront herangeführten X. Armee-Korps (Generalleutnant Walther von Lüttwitz mit der 10. und 20. Infanterie-Division) und der im Anmarsch befindlichen 113. Infanterie-Division bis zum Abend des nächsten Tages. Gegen 17 Uhr erneuerten die Franzosen ihre Durchbruchsversuche auf Somme-Py in drei aufeinander geführten Angriffswellen, ihnen gelang noch die Eroberung der Ferme Navarin. Im Abschnitt der 16. Reserve-Division bei Tahure mischten sich die vier Regimenter der 16. Reserve-Division, dann noch das Sächsische Infanterie-Regiment Nr. 183 der 183. Infanterie-Brigade, das Leib-Grenadier-Regiment „König Friedrich Wilhelm III.“ (1. Brandenburgisches) Nr. 8 der 5. Division, das Füsilier-Regiment „Prinz Heinrich von Preußen“ (Brandenburgisches) Nr. 35 und dazu Teile der 56. Division, also acht zusammengewürfelte Regimenter von vier verschiedenen Divisionen im Kampf um dieselbe Höhenstellung. Links anschließend hielt noch immer die 21. Reserve-Division mit dem Reserve-Infanterie-Regiment Nr. 81 den sogenannten „Ehrenberg“. Bis zum Abend des Tages war der französische Durchbruchsversuch abermals gescheitert, an der Linie „La Main de Massiges“-Maisons de Champagne-Tahure-La Butte de Souain-Ferme Navarin–Höhe 165-Auberive erstarrte die blutige Front.

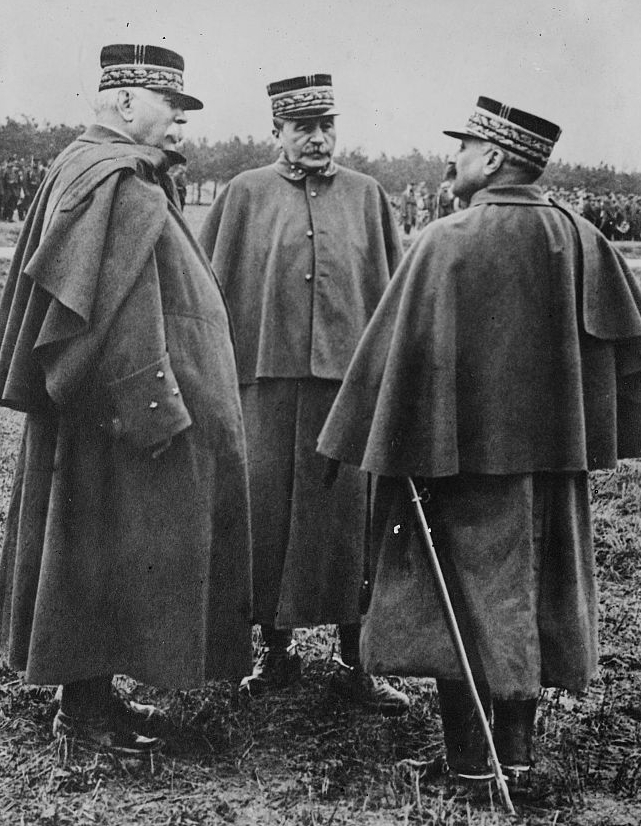
Joseph Joffre (Links) im Gespräch mit Fernand de Langle de Cary (Mitte) und Adolphe Guillaumat

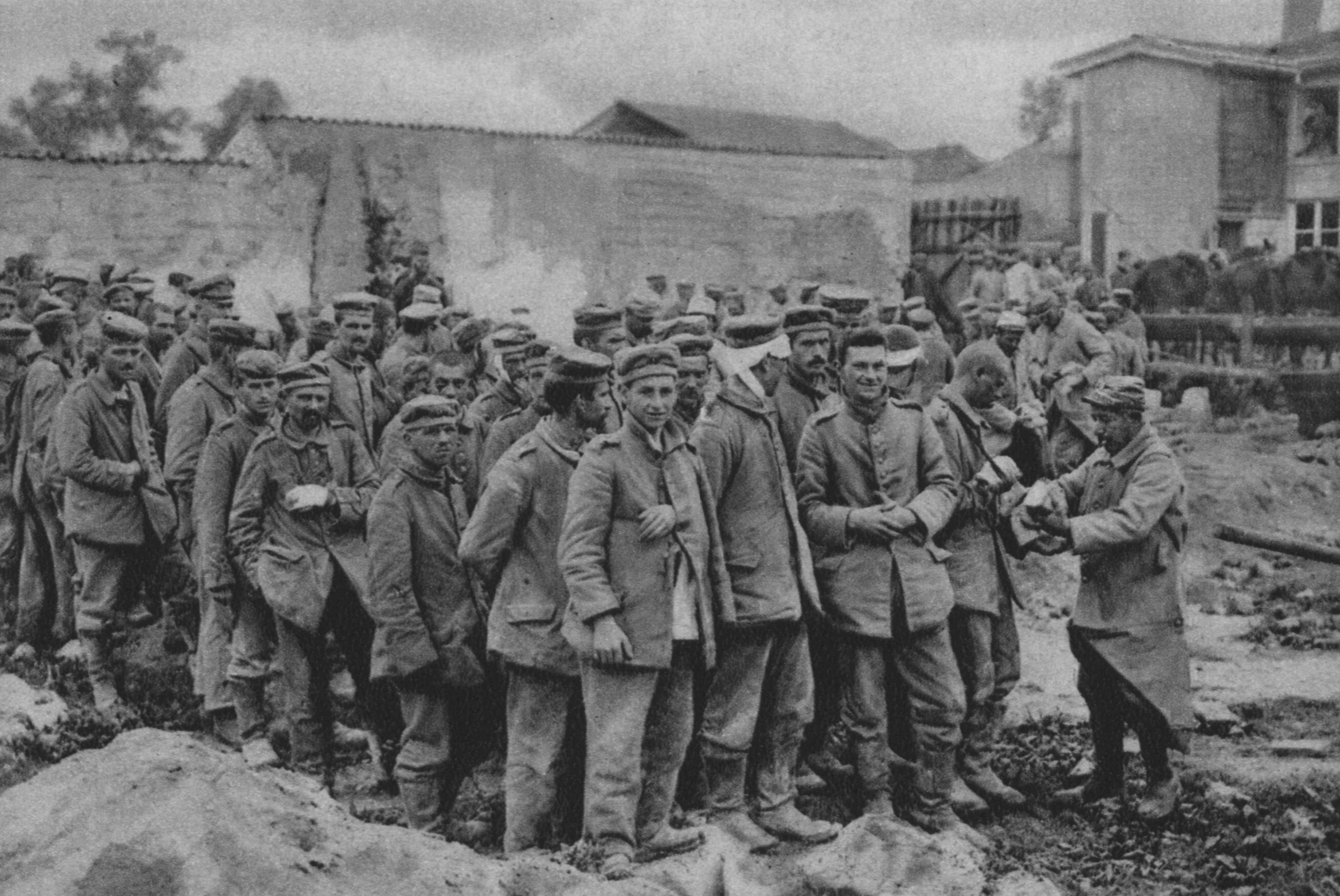
Ausgabe von Brot an deutsche Gefangene, 26. September

Am 27. September traf die Masse der 56. Division (Generalleutnant Sontag) über die Bahnlinie von Vouziers her ein und trat sofort in den Kampf des VIII. Reserve-Korps bei Aure ein. General Castelnau hatte noch immer die Absicht, die stark zerstörte zweite Stellung in einem weiteren Angriff zu durchbrechen. Aus einem allgemeinen Angriff wurden jedoch nur unzusammenhängende Teilvorstöße, die im Feuer der Verteidiger zerschellten. Die bereits auf der Straße nördlich von Souain auf Somme-Py vorgehenden französischen Kavallerieverbände des Generals Baratier erlitten schwere Verluste und mussten wieder in den Schutz ihrer Infanterie zurückweichen. Die frische 20. Infanterie-Division (Generalmajor von Lüttwitz) löste am 30. September endlich die abgekämpfte 15. Reserve-Division ab, die hinter der Front reorganisiert wurde. Hinter dem linken Flügel wurde die 53. Reserve-Division (Generalleutnant Leuthold) aus Flandern kommend bereitgestellt, die 113. Infanterie-Division (Generalleutnant Max von Wienskowski) wurde noch als Reserve am Ausladepunkt Amagne zurückgehalten.
Generaloberst von Einem hielt am 3. Oktober in seinem Tagebuch fest: „Unsere Verluste lassen sich jetzt übersehen. Wir haben 16.000–17.000 Mann Verwundete abbefördert bzw. noch hier liegen. Die Toten müssen auf 6.000 Mann, die Gefangenen auf 11.000 geschätzt werden, so dass wir also einen Verlust von 35.000 Mann erlitten haben werden. Von fast allen Regimentern der französischen Divisionen haben wir Gefangene oder Tote, und wir wissen auch, ob ein Regiment ein- oder mehrmals angegriffen hat. Auf dieser Unterlage schätzen wir die französischen Verluste auf 97.000 Mann. Eine schöne und wohltuende Blutabfuhr.“
Castelnau legte eine Pause ein, um seine Verbände neu zu gruppieren und eröffnete am 4. Oktober durch seine nachgezogene Artillerie erneut einen zweitägigen Beschuss der neuen deutschen Linien. Am 6. Oktober wurde das französische 10. Korps durch das 9. ersetzt, die Infanterie wieder nach vorne geschickt, doch auch hier glaubte niemand mehr an das erlösende Gelingen des Durchbruchs. Nur bei der deutschen 20. Division westlich, dann bei der 5. Division östlich der Straße Somme-Py – Souain glückten geringe Einbrüche, die aber bis zum 8. Oktober durch Gegenstöße beseitigt wurden.
Vom 7. Oktober an trafen aus dem Osten laufend Verstärkungen ein: Zunächst erreichte die 50. Reserve-Division das Kampfgelände, dann die 5. bayerische Division, die 22. Reserve-Division und die 4. Infanterie-Division. Das eintreffende IX. Armee-Korps löste das X. Armee-Korps im Brennpunkt der Schlacht ab.
Deswegen war auch dem am 13. Oktober angesetzten Angriff der Franzosen kein Erfolg mehr beschieden. Seit Mitte Oktober führten die Deutschen bereits einzelne Gegenangriffe durch, um entstandene Frontvorsprünge zu bereinigen. Am 30. Oktober erfolgte bei Mesnil ein stark angesetzter deutscher Gegenangriff: Im Angriff standen das VIII. Reserve-Korps mit neu unterstellter 7. Reserve-Division, 5. bayerische Division und die 4. Division (Gelt. Erich Freyer). Die Butte de Mesnil konnte erobert werden, dann kam aber der Stoß an den rückwärtigen Stellungen des Feindes durch Artilleriebeschuss zum Stehen. Auf dem linken Armeeflügel brachte die 56. Division am 3. November durch Handstreich die Höhe 199 nördlich Massiges (den Kanonenberg) wieder ganz in deutschen Besitz. Auch an anderen Stellen, beim XII. Reserve-Korps bei Navarin Ferme sowie beim IX. Armee-Korps auf der Arbre-Höhe, konnten geringe Geländevorteile erreicht werden. Darauf stellte die Entente am 6. November die letzten Angriffe ein, da die Menschenverluste und auch der enorme Materialeinsatz mit fast 5,4 Millionen Granaten, welche allein in der Champagne verschossen wurden, in keiner Relation zu den geringen Geländegewinnen standen.

## Folgen
Die angreifenden Franzosen verloren in dieser Schlacht fast 145.000 Mann, die Deutschen 72.000 Mann (davon 17.500 Gefangene) und 121 Geschütze. Insgesamt verloren die Alliierten durch die Herbstschlacht in der Champagne und im Raum Lens fast 240.000 Mann an Toten und Verwundeten, die Deutschen verloren in beiden Abschnitten zusammen 150.000 Soldaten. Die abermals gescheiterte Offensive und die umsonst gebrachten schweren Verluste führten bei den Franzosen zu einer innenpolitischen Krise. Ministerpräsident Viviani wurde durch den energischeren Aristide Briand ersetzt. Marschall Joffre konnte seine übermächtige Position behalten, neuer Kriegsminister wurde aber sein Kritiker General Joseph Gallieni. Der Oberbefehlshaber der 4. Armee, General Langle de Cary, wurde am 12. Dezember durch General Henri Gouraud ersetzt. Bei den Briten, die ebenfalls erfolglos bei Loos anrannten, wurde Feldmarschall French ersetzt durch den bisherigen Führer der 1. Armee, Generalleutnant Douglas Haig.
→ siehe auch: Liste der französischen Truppen in der Herbstschlacht in der Champagne